# 朝鮮棒球代表隊
朝鮮棒球代表隊是代表朝鮮民主主義人民共和國的棒球國家代表隊。棒球於1905年由美籍傳教士傳入朝鮮半島，不過在兩韓分裂後，相較於南韓，棒球未能在朝鮮成為主流運動，直到1990年8月，朝鮮棒球協會才正式加入國際棒球總會及亞洲棒球總會，1993年時參加了至今唯一一次的亞錦賽，留下了一勝五敗，排名第六的紀錄。由於朝鮮的國情封閉，朝鮮棒球隊極少參與國際賽事，因此其實力一直是個謎團。

## 參賽紀錄
| 朝鮮國家代表隊 | 朝鮮國家代表隊 | 朝鮮國家代表隊     | 朝鮮國家代表隊 | 朝鮮國家代表隊 |
| 年分           | 舉辦地點       | 賽事               | 排名           | 勝—負          |
| -------------- | -------------- | ------------------ | -------------- | -------------- |
| 1991年         | 日本新潟       | 泛太平洋棒球錦標賽 | 4              | 1—3            |
| 1993年         | 澳洲伯斯       | 亞洲棒球錦標賽     | 6              | 1—5            |

### 1993年第十七屆亞洲棒球錦標賽
- 2/27  中國 17-1
- 2/28  中華臺北 22-0   （7局）
- 3/1    4-2
- 3/2    6-2  菲律賓
- 3/3    11-0   （7局）
- 3/4   日本 17-0   （7局）

預賽一勝五敗，於七隊中名列第六。

## 外部連結
- North Korea-Baseball and Softball Association of DPR Korea  （页面存档备份，存于）